# نيكولاس فاكوندو كيروغا
نيكولاس فاكوندو كيروغا (بالإسبانية: Facundo Nicolas Quiroga)‏ (16 مايو 1985 في الأرجنتين - ) هو لاعب كرة قدم أرجنتيني في مركز الدفاع. لعب مع أتليتيكو توكومان وأرجنتينوس جونيورز ونادي أتليتيكو ريفير بليت بورتو ريكو ونادي موناغاس الرياضي وسنترو أتلتيكو فينكس ‏.

## وصلات خارجية
- نيكولاس فاكوندو كيروغا على موقع قاعدة بيانات كرة القدم.إي يو (الإنجليزية)
- نيكولاس فاكوندو كيروغا على موقع Soccerway.com (الإنجليزية)